# Abházia vasúti közlekedése
Abházia vasútvonalainak hossza 101 km, 1520 mm-es nyomtávolságú.
Abháziában mindössze egy fő vasútvonal van, az egykori Észak-Kaukázusi Vasútvonal, amely az oroszországi Adler városát elhagyva Leselidzénél fut be abház területre, majd onnan egyenesen megy tovább Szuhumi, majd Zugdidi felé - ez utóbbi kapcsolat azonban a grúz-abház háború óta zárva van, így ma vonatok Abháziában csak Szuhumi és Oroszország között közlekednek. Létezik még egy szárnyvonal Ohamcsire és Tkvarcseli (régebben Akarmara, ám a város elnéptelenedett) között, ám ezen 2007 óta, a Szuhumitól délre közlekedő elektricskák infrastruktúrális hiányosságok miatti megszüntetése miatt már nem közlekednek vonatok - 2008 és 2011 között a fennmaradó vasútvonalon is állt a forgalom. Az Adler-Szuhumi szakaszra is jellemző a sok használaton kívüli állomás, nemzetközi személyforgalomban mindössze Szuhumi, Új Athos, Gudauta és Gagra vesz részt.
A vasútvonalakat az Abház Vasút kezeli, amely az RZSD leányvállalata. Önálló gépparkja nincs, csak az infrastruktúráért felel.

## Mai állapota
Az abház vasút infrastrukturálisan jelentősen romlott állapotban van, Akarmara használaton kívüli állomása példáult kedvelt helye katasztrófaturistáknak az elhagyatottsága miatt. A működő szakasz ugyan villamosított, ám egyvágányú, és bár 2011-ben három év kényszerszünet után az RZSD használhatóvá tette a pályát, így is sok a jelentős lassújel.
Az egyetlen üzemelő szakasz Szuhumi és az orosz határ között szintén lesújtó képet mutat. Kihasználtsága a turistaszezont leszámítva gyér, személyforgalomban mindössze napi egy vonatpár közlekedik, amely nemzetközi forgalmat bonyolít le Szuhumi és Moszkva között, ám a Gagrában lebonyolított határellenőrzések gyakran órákig is eltarthatnak, amely a menetrendbe is bekerült.

## Jövőbeli tervek
2013-ban a Grúz Vasutak egy tervezetet nyújtott be az abház kormánynak és az RZSD-nek a Szuhumi és Grúzia közötti vasúti pálya helyreállításáról és a forgalom újraindításáról. A tervet az orosz vasúttársaság örömmel fogadta, mivel így helyreállhatna a vasúti közlekedés Oroszország és Grúzia, valamint Örményország között (az örmény Transzkaukázusi Vasúttársaság is az RZSD többségi tulajdonában áll). Az abház fél először ellenezte a javaslatot, ám később megváltozott az álláspontjuk.
A gyakorlati munkálatok megkezdését egy harmadik fél akadályozza: Azerbajdzsán. Az ország ugyanis biztonsági kockázatot lát az esetleges összeköttetésben, mivel így sokkal könnyebbé válna az utánpótlás szállítása a Gjumriban létesített orosz katonai támaszpontnak. Ezért Azerbajdzsán a vonal helyreállítása esetén a gázár emelésével, és a Kars-Tbiliszi-Baku vasútvonal lezárásával fenyegetőzik. Jelen (2015) állás szerint semmilyen megegyezés nem született a programról.

## Vasúti kapcsolata más országokkal
- Grúzia – van, azonos nyomtávolság - zárva
- Oroszország – van, azonos nyomtávolság